# Kuzinellus scytinus
Kuzinellus scytinus är en spindeldjursart som först beskrevs av Chazeau 1970.  Kuzinellus scytinus ingår i släktet Kuzinellus och familjen Phytoseiidae. Inga underarter finns listade i Catalogue of Life.